# Mayaka Nakagawa
Mayaka Nakagawa är en japansk pianist född  29 december 1993 i  Aichi prefektur i Japan.
År 2015 deltog hon i den 17:e internationella Chopin-tävlingen i Warszawa.
Hon är vinnare av den 13:e internationella pianotävlingen i Campillos i december 2019.
På Youtube tillhandahåller Chopin-institutet tävlingsmaterial med Mayaka Nakagawa.